# I. András Király Lovagrend
Az I. András Király Lovagrend hagyományőrző szervezet, amelyet 2004. augusztus 28-án alapította Tihanyban, I. András király sírjánál a 11 alapító tag. A tagok között vannak lovagok, apródok, úrhölgyek és a Lovagrend céljait támogató „civilek” is. A tagok többsége más katonai hagyományőrző egyesületnek már évek óta tagja, így, bár maga a Lovagrend fiatal, a tagok egyéni múltja miatt hagyományokkal, elméleti- és gyakorlati tudással mégis rendelkezik.

## A lovagrend céljai
A magyar katonai hagyományok kutatása és ápolása, valamint az események korhű megjelenítése a 11. századtól a 17. századig. A tradicionális magyar harcművészet tanulmányozása és begyakorlása mindazon fegyverekkel és eszközökkel, amit eleink ismertek és használtak.

## A lovagrendről
A lovagrend évente kétszer (augusztus végén – az alapítási évfordulón és - áprilisban) ellátogat a tihanyi apátságba. Augusztusban részt vesz Korzenszky Richárd OSB (1941-) bencés szerzetes liturgiáján. A liturgiát követően a rend megemlékezést tart I. András sírjánál. Majd a ceremóniát a koszorúzás és tiszteletadás követi a templom kertben lévő I. András és Feleségét ábrázoló szobornál. Az évforduló ünneplésének zárásaként konvent gyűlést tartanak az apátság belső udvarán.
A Lovagrend elsősorban az Árpád-házi királyok, azon belül I. András király korával foglalkozik, de néhány fegyverük, ruházatuk már a késői középkort (15-16. század) idézi. Fegyvereik között található többféle íj. Használat közben mutatják be a kardok, tőrök, pajzsok és csatabárdok különféle fajtáit. Büszkék a tűzfegyvereikre, amelyek a modern fegyverfajta legősibb formáit mutatják be. Bemutatóikon harcosaik és úrhölgyeik korhű középkori ruházatot illetve vértezetet viselnek, bemutatva a középkor öltözködésének sokféleségét, fejlődési szakaszait.
Évente számos rendezvényre hivatottak, és büszkék a hírnevükre. Az I. András Király Lovagrend neve egyet jelent a korhű, látványos bemutatókkal. Korhű viseleteik – melyekre büszkék  – segítenek jobban felidézni a történelmi eseményeket. Bemutatóik emlékezetes pillanatokat szereznek azoknak, akik egy időutazás keretében szeretnék jobban megismerni a régmúlt korszakait és szokásait. Fegyveres harci bemutatóik szórakoztatóak és látványosak.

## Alapító Tagok
- Bencze Tamás
- Bencze László
- Csizmadia Ildikó
- Lőrincze Tibor
- Kapócs István
- Kapócsné Langmár Zsuzsanna
- Rostási Zoltán
- Simon Tünde
- Tresz Mária
- Tresz Péter
- Várdai Csaba

## Tiszteletbeli lovagok
- Korzenszky Richárd OSB - (Csorna, 1941. november 27.–) bencés szerzetes, pedagógus, a Tihanyi Bencés Apátság elöljárója.
- Sümegi József - Magister pricipális

## Tisztségviselők
- Bencze Tamás - Nagymester - Az I. András Király Lovagrend Vezetője
- Tóth Endre - Hadúr
- Bakonyi László - Hadúr
- Huszár Péter - Tárnokmester

## Tagok, lovagok, dámák, fegyvernökök
- Fekete Tibor
- Grüll Attila
- Perei Attila
- Vitéz Izsay Ferenc
- Fekete Katalin
- Hermann Réka
- Horváth Viktória
- Stokinger Fruzsina
- Szigethi Éva
- Fazekas Orsolya
- Antal Attila
- Hóbel András
- Kurucz Milán
- Felber Zsombor
- Kurucz Edit
- Rácz Gyöngyi
- Antal Alexandra
- Szabó László
- Szalai Attila (Hangász)

## Az I. András Király lovagrend Fotósa
- Klimó Dávid (Új)

## Elérhetőség, székhely
- Székhely: H-8000, Székesfehérvár, Sütő u. 30.

Web: www.andraskiraly.hu